# Verel-de-Montbel
Verel-de-Montbel är en kommun i departementet Savoie i regionen Auvergne-Rhône-Alpes i sydöstra Frankrike. Kommunen ligger i kantonen Le Pont-de-Beauvoisin som tillhör arrondissementet Chambéry. År 2022 hade Verel-de-Montbel 339 invånare.

## Befolkningsutveckling
Antalet invånare i kommunen Verel-de-Montbel
| Referens: INSEE |